# Jaciment arqueològic de Mesèmbria-Zona

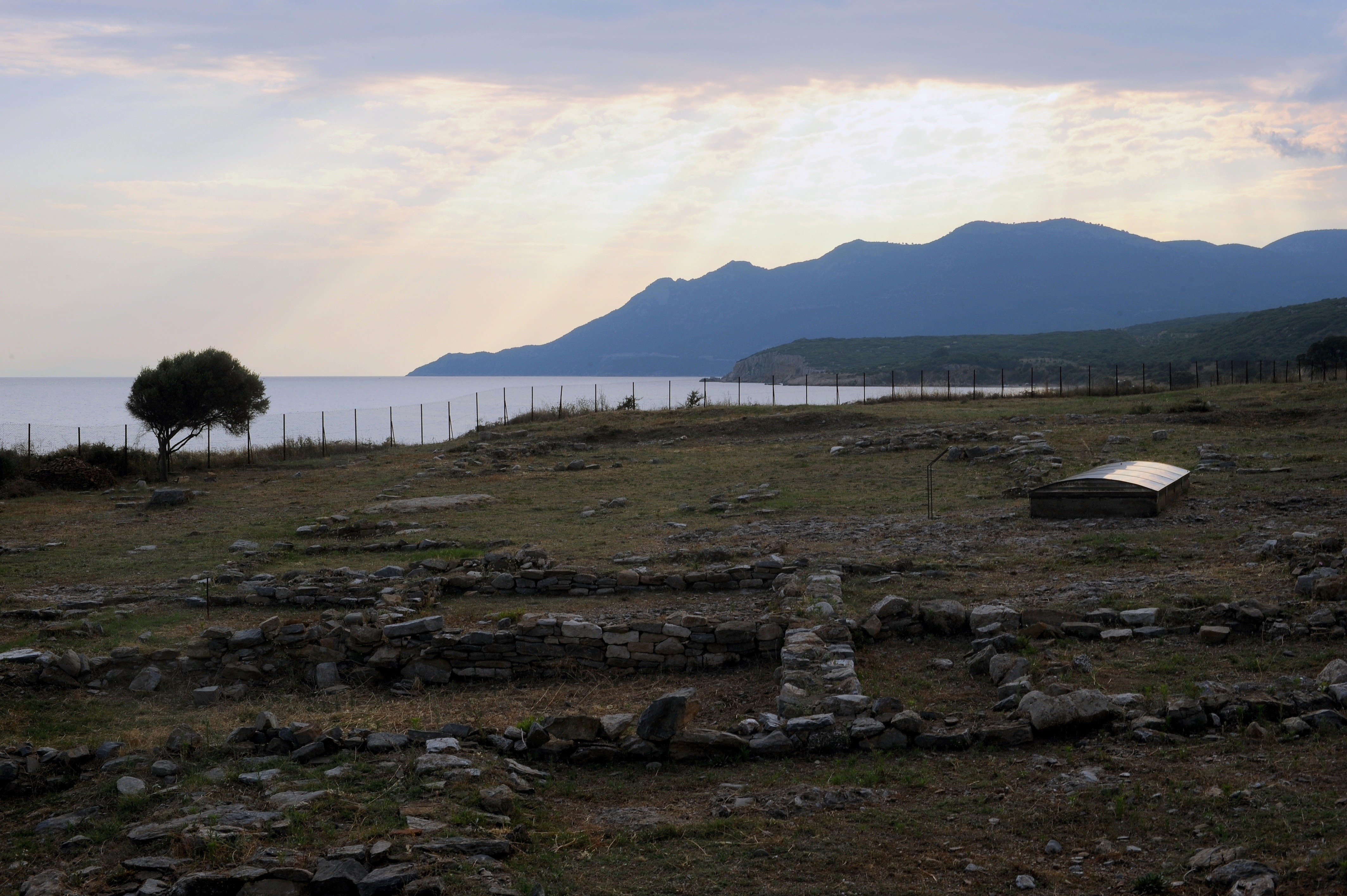
Ruïnes del jaciment

El jaciment arqueològic de Mesèmbria-Zona és una àrea arqueològica de Grècia, situada a 20 km a l'oest d'Alexandrúpoli i Makrí, entre la platja de Petrota i Dikaella.

## Context històric
Al jaciment es poden trobar ruïnes d'una antiga ciutat de Tràcia, a la costa de la mar de Tràcia. Heròdot emprà l'expressió «baluards de Samotràcia» per a referir-se a les fortaleses situades entre la muntanya Ismaro i el riu Maritsa, aixecades per colons grecs de Samotràcia al final del s. VI ae.
Les ciutats que s'expandiren, al territori que abasta aquest conjunt arqueològic, durant l'antiguitat, foren Mesèmbria, Dris, Zona i Sale. Durant el període romà s'hi construïren les ciutats de Tempira i Caracoma. Aquestes ciutats tingueren com a funció controlar els viatgers de la regió i també d'accés i intercanvi de mercaderies entre el litoral i l'interior traci.

## Àrea arqueològica
Dins l'àrea arqueològica es poden trobar ruïnes de:
- La muralla
- L'assentament del període hel·lé envoltat per murs
- El temple d'Apol·lo
- Les residències
- El santuari de Dimitra